# Ruscova
Ruscova is een Roemeense gemeente in het district Maramureș.
Ruscova telt 5190 inwoners.